# Puente de la Z-40 sobre el Gállego
El puente de la Z-40 sobre el río Gállego es un puente carretero con el que la autovía de circunvalación Z-40 salva el río Gallego al noreste de la ciudad de Zaragoza (Aragón, España). Permite así a la Z-40 enlazar con la autovía Mudéjar y el camino a Huesca después de su paso por Santa Isabel y Montañana, barrios rurales de la periferia zaragozana.
Construido por la empresa TerraBauer, tiene dos calzadas con una anchura de 17 metros que salvan una luz de 230 metros. Se apoya en pilotes de 25 metros de profundidad.
El puente fue parte del tramo adjudicado en 2006 e inaugurado el 5 de junio de 2008 dentro del conjunto de obras en las riberas zaragozanas por la Exposición Especializada de Zaragoza (2008). Su inauguración permitió el desvío del tráfico pasante que sigue por la circunvalación de la ciudad del que toma el acceso directo al centro de la ciudad, previniendo los atascos que se formaban antes en la entrada de la A-23 en Zaragoza.